# Calyptogena (Archivesica) tsubasa
Calyptogena (Archivesica) tsubasa is een tweekleppigensoort uit de familie van de Vesicomyidae. De wetenschappelijke naam van de soort is voor het eerst geldig gepubliceerd in 2000 door Okutani, Fujikura & Kojima.